# Vogelschutzgehölz Hausener Auwald

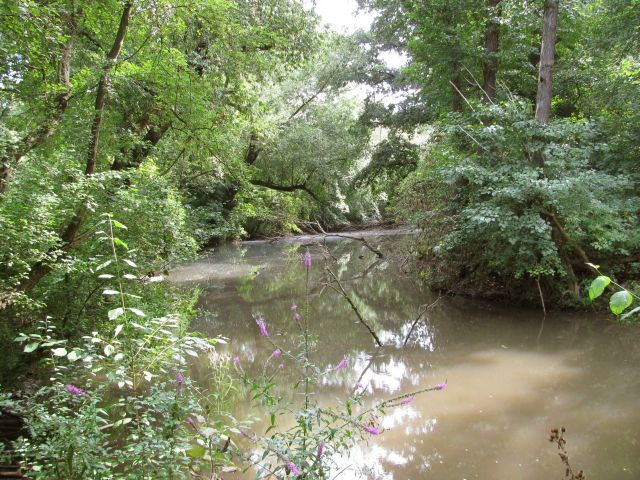
Hausener Auwald mit Nidda-Altarm

Das Vogelschutzgehölz Hausener Auwald, bis 2010 amtlich als Vogelschutzgebiet 6 beziehungsweise Nidda-Altarm 6 geführt, liegt im Frankfurter Stadtteil Hausen. Das Areal erstreckt sich hauptsächlich zwischen dem Fluss Nidda im Westen, der Trasse der Bundesautobahn 66 im Süden und der Willi-Brundert-Siedlung im Osten. Ein kleiner Teil des Vogelschutzgebietes befindet sich südlich der A 66.

## Fauna und Flora
Seit etwa 1930 hat es in dem Vogelschutzgebiet keinen Holzeinschlag mehr gegeben. Das Gebiet gehört zum Frankfurter Grüngürtel und liegt auf der orografisch linken und geografisch östlichen Seite der kanalisierten Nidda an einem Altarm. Das Gebiet ist 350 Meter lang und im Durchschnitt 70 Meter breit. Das Vogelschutzgebiet ist ein naturbelassener Wald mit altem Baumbestand. Unter anderem findet man dort eine etwa 250 Jahre alte Eiche und einen ungefähr 100 Jahre alten Weißdorn, viele Schwarzerlen, Weiden, Hybridpappeln, verschiedene Ahornarten und Buchen. Im Unterholz sind Holunder, Weißdorn, Hartriegel und Johannisbeersträucher vorhanden. Als Schlingpflanzen kommen Efeu, Brombeeren und Waldreben vor.
Da im Vogelschutzgehölz Hausener Auwald seit ungefähr 1980 kein Totholz entfernt wurde, finden viele Tiere, die auf dieses Holz und die darin lebenden Spinnen, Asseln und Insekten angewiesen sind, im Vogelschutzgebiet einen Lebensraum. Viele Vögel nisten im Vogelschutzgebiet und so finden sich hier Baumläufer und Spechte wie der seltene Mittelspecht ebenso wie Meisen und Kleiber. Die Anwesenheit des Eisvogels bezeugt die Naturbelassenheit des Gebietes – neben der Existenz von viel Totholz ein Grund dafür, dass dieses Gebiet von der Stadt Frankfurt mit einem Zaun umgeben wurde. Auf Anmeldung werden vom Frankfurter Vogelschutzbeauftragten Führungen durch das Vogelschutzgehölz durchgeführt.

## Geschichte
Teile der Nidda flossen bis Ende der 1920er-Jahre mit ihren natürlichen Mäandern durch den Großraum Frankfurt. Erste Flussbegradigungen hatten im 19. Jahrhundert stattgefunden. Da der Fluss bis dahin nicht vollständig reguliert war, trat er – beispielsweise während der Schneeschmelze im Frühjahr – weiterhin zeitweise über die Ufer. Pläne für die weiterführende Begradigung des Flusses, unter anderem in dem seit 1910 eingemeindeten Stadtteil Hausen, existierten seit dem Jahr 1911. Auch um mehr Wohnraum zu erhalten, wurden diese Pläne unter der Leitung des Frankfurter Gartenbaudirektors Max Bromme von 1927 bis 1931 umgesetzt; die Nidda wurde weiter begradigt und mit mehreren Stauwehren versehen. Dabei wurden die schlangenförmigen Altarme abgetrennt, jedoch nicht zugeschüttet. Man stellte bald fest, dass das stehende Wasser in diesen alten Flussläufen im Sommer eine Geruchsbelästigung für die Anwohner war. Deshalb schuf man bald mit einfachen Rohren eine Verbindung zum Fluss und sorgte so für einen minimalen Wasseraustausch.
Im Zuge der Renaturierung der Nidda und um der Wasserrahmenrichtlinie 2015 Genüge zu tun, sollen nach und nach alle Altarme eine korrekte Anbindung an die Nidda erhalten. Die Autobahn A 66 führt seit 1976 mitten durch das Vogelschutzgebiet und teilt es in zwei Bereiche. Im südlichen Abschnitt des Vogelschutzgebiets gibt es heute keinen Altarm der Nidda mehr.